# Trường Thủy
Trường Thủy là một xã thuộc huyện Lệ Thủy, tỉnh Quảng Bình, Việt Nam.

## Địa lý
Xã Trường Thủy nằm ở đầu nguồn sông Kiến Giang, có vị trí địa lý:
- Phía đông giáp xã Thái Thủy
- Phía tây giáp xã Kim Thủy và xã Phú Thủy
- Phía nam giáp xã Kim Thủy
- Phía bắc giáp xã Mai Thủy và xã Mỹ Thủy.

Xã Trường Thủy có diện tích 35,60 km², dân số năm 2019 là 4.480 người, mật độ dân số đạt 126 người/km².
Về giao thông, có đường Hồ Chí Minh nhánh đông chạy qua phía tây địa bàn xã. Trong tương lai còn có đường CT01 nhánh tây chạy qua. Ngoài ra còn có tuyến giao thông ĐT564 là tuyến đường huyết mạch nối liền với các xã vùng đồng bằng Lệ Thủy. Nhìn chung, hạ tầng giao thông trong xã còn kém phát triển, đường sá nhỏ hẹp, xuống cấp.

## Hành chính
Trường Thủy chia làm 9 thôn: Hương Thi (Cồn Thi và Hương Thuỷ cũ), Trường Giang (gồm Hồng Giang, Vườn Hoa và Kim Tiền cũ), Giang Sơn (Lục Giang và Lục Sơn cũ), Long Đại (Long Thuỷ và Đại Thuỷ cũ), Văn Minh, Trạng Cau, Văn Thuỷ (Ba Canh và Xuân Giang cũ), Đông Xuân (gồm Đông Xuân và một phần Tiến Giang cũ), Việt Xô (gồm Việt Xô và một phần Tiến Giang cũ). 

## Lịch sử
Năm 1994, một phần diện tích và dân số của xã Trường Thủy được tách ra để thành lập xã Văn Thủy.
Trước khi sáp nhập, xã Trường Thủy có diện tích 20,46 km², dân số là 1.652 người, mật độ dân số đạt 81 người/km², có 9 thôn: Đại Thủy, Cồn Thi, Hồng Giang, Hương Thủy, Lục Giang, Lục Sơn, Kim Tiền, Long Thủy, Vườn Hoa. Xã Văn Thủy có diện tích 15,18 km², dân số là 2.828 người, mật độ dân số đạt 187 người/km², có 7 thôn: Ba Canh, Trạng Cau, Xuân Giang, Đông Xuân, Việt Xô, Tiến Giang, Văn Minh.
Ngày 10 tháng 1 năm 2020, Ủy ban Thường vụ Quốc hội ban hành Nghị quyết số 862/NQ-UBTVQH14 về việc sắp xếp các đơn vị hành chính cấp xã thuộc tỉnh Quảng Bình (nghị quyết có hiệu lực từ ngày 1 tháng 2 năm 2020). Theo đó, sáp nhập toàn bộ diện tích và dân số của xã Văn Thủy trở lại xã Trường Thủy.

## Di tích
Trên địa bàn xã Trường Thủy có Lăng Lễ Thành hầu Nguyễn Hữu Cảnh.